# Uncinocythere warreni
Uncinocythere warreni är en kräftdjursart som beskrevs av Hobbs och Walton 1968. Uncinocythere warreni ingår i släktet Uncinocythere och familjen Entocytheridae. Inga underarter finns listade i Catalogue of Life.